# José Bonaparte
José Fernando Bonaparte (Rosario, 14 giugno 1928 – Mercedes, 18 febbraio 2020) è stato un paleontologo argentino, scopritore di un gran numero di dinosauri sudamericani.

## Biografia
I suoi studi hanno contribuito moltissimo alla conoscenza attuale sugli animali argentini del mesozoico, e hanno contribuito a formare un'intera nuova generazione di paleontologi argentini, tra cui Rodolfo Coria.
Molti dei dinosauri descritti da Bonaparte (a volte insieme ad altri paleontologi) si evolsero indipendentemente nel Gondwana, e sono molto diversi dalle loro controparti dei continenti settentrionali. Tra questi, Abelisaurus e Carnotaurus (entrambi nel 1985), due grandi teropodi molto particolari; Noasaurus (1980), un ceratosauro aberrante; Kritosaurus australis (1984), il dinosauro a becco d'anatra meglio conosciuto del Gondwana; i giganteschi Andesaurus e Argentinosaurus (1991 e 1993), tra i dinosauri di maggiori dimensioni; gli strani sauropodi Amargasaurus e Agustinia (1991 e 1998); il minuscolo Mussaurus (1979), noto solo attraverso esemplari neonati; il sauropode corazzato Saltasaurus (1980); il bizzarro teropode (forse un uccello) Alvarezsaurus (1991); il tetanuro primitivo Piatnitzkysaurus (1979).
Oltre ai dinosauri, Bonaparte ha descritto altri vertebrati degni di nota, tra cui lo pterosauro simile a un fenicottero Pterodaustro (1970), alcuni mammaliformi mesozoici sudamericani (multibercolati o Gonwanotheri) e ha contribuito a studiare altri dinosauri, tra cui il gigantesco Giganotosaurus.